# London Borough of Richmond upon Thames

Kew Gardens

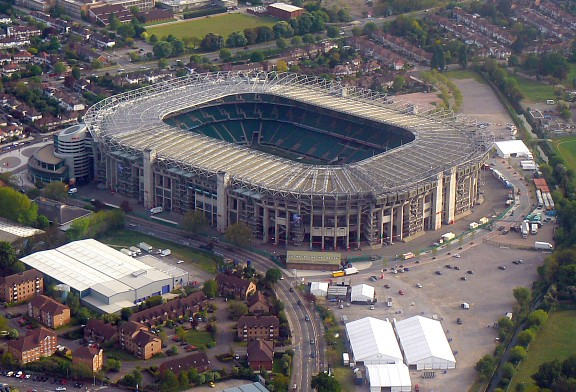
Twickenham Stadium

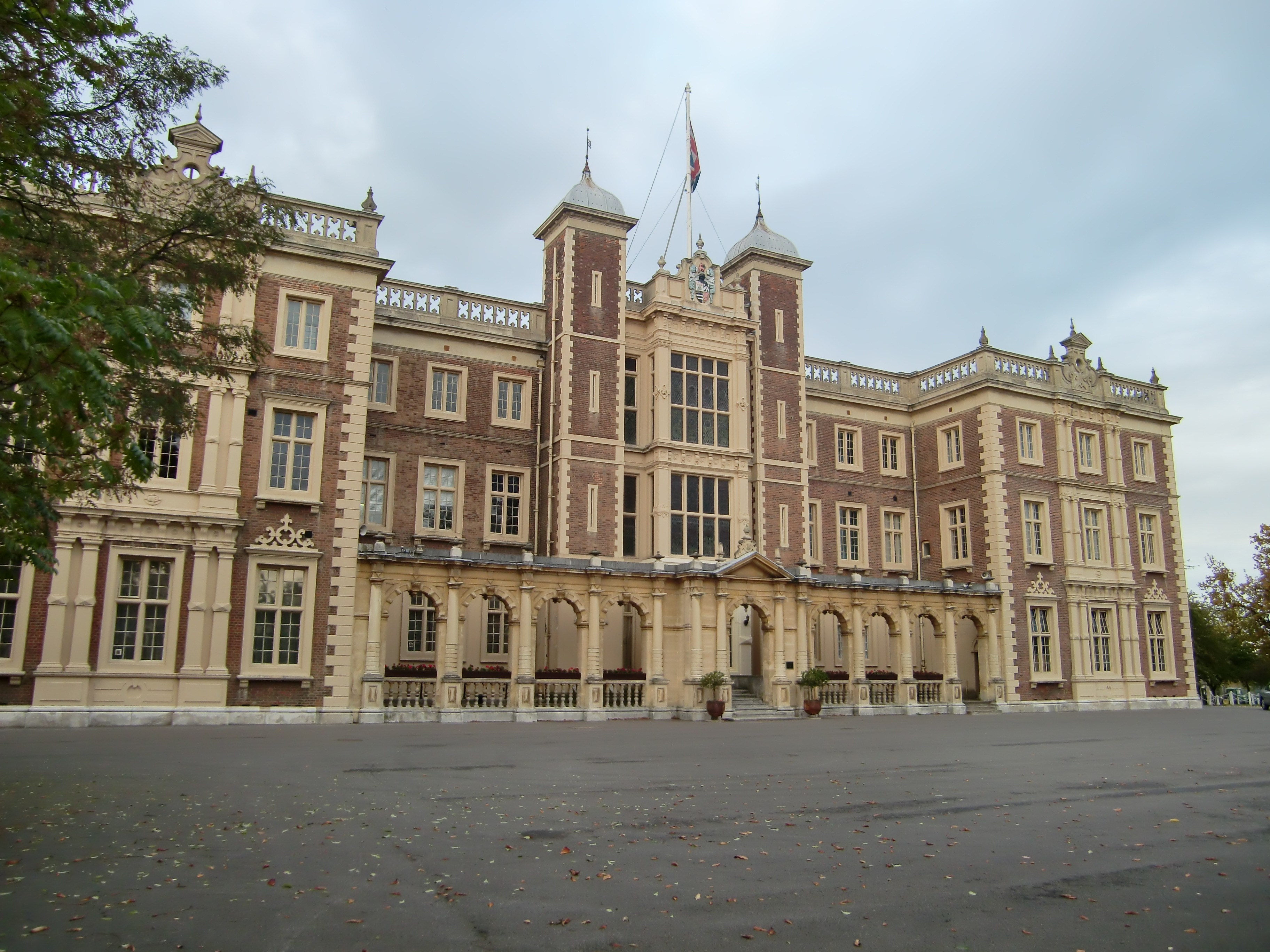
Kneller Hall

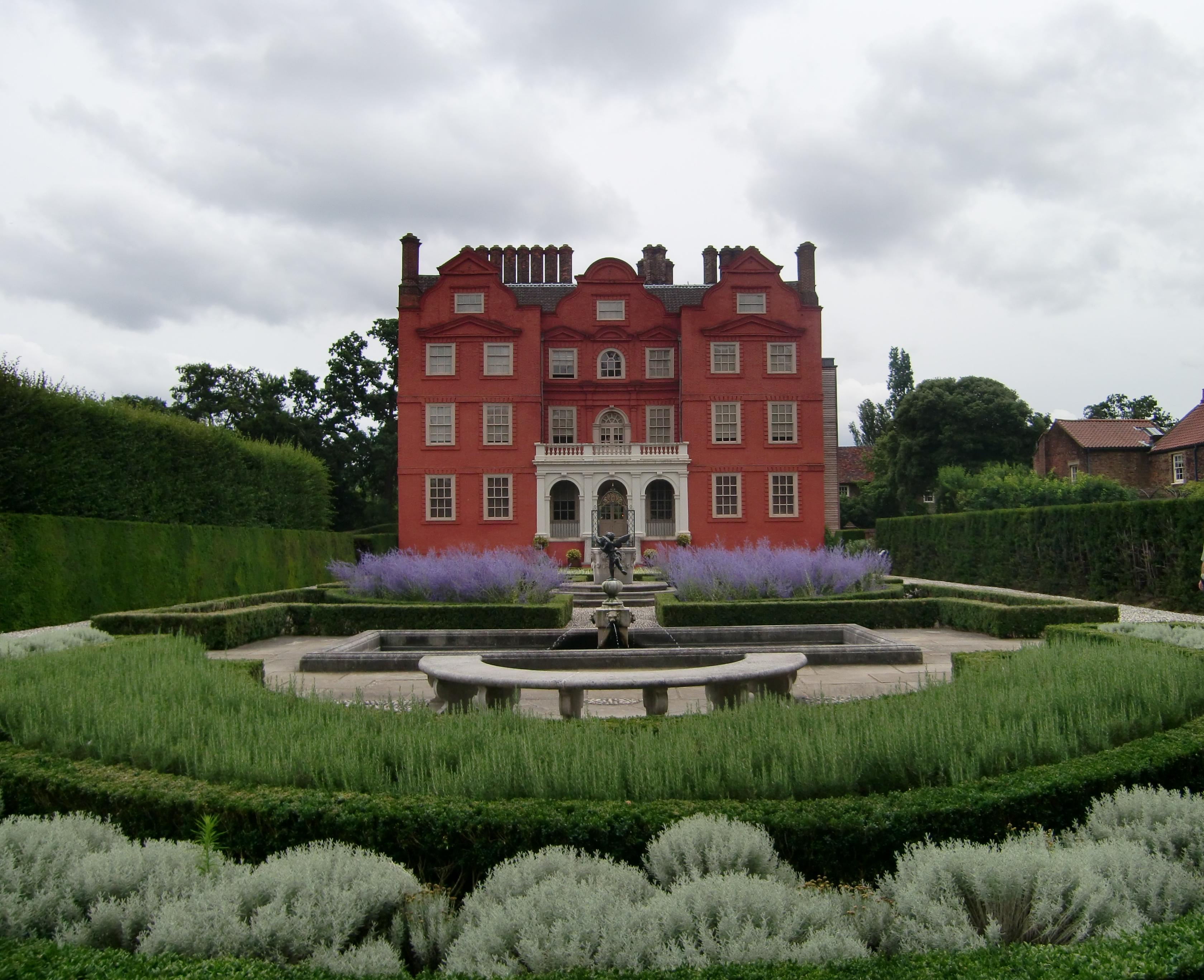
Kew Palace

Tamiza na wysokości Richmond

London Borough of Richmond upon Thames – jedna z 32 gmin Wielkiego Londynu położona w jego południowo-zachodniej części. Jest to jedyna londyńska gmina usytuowana po obu brzegach Tamizy. Wraz z 19 innymi gminami wchodzi w skład tzw. Londynu Zewnętrznego. Władzę stanowi Rada Gminy Richmond upon Thames (ang. Richmond upon Thames Council).

## Historia
Gminę utworzono w 1965 roku na podstawie ustawy London Government Act 1963 z obszarów Twickenham (ang. Municipal Borough of Twickenham)  utworzonego w 1926 roku, Richmond (ang. Municipal Borough of Richmond) utworzonego w 1890 roku oraz Barnes (ang. Municipal Borough of Barnes) utworzonego w 1932 roku. Znajdowało się tutaj jedno z najbardziej znanych londyńskich studiów nagrań – Olympic Studios, które zostało zamknięte w 2008 roku.

## Geografia
Gmina Richmond upon Thames ma powierzchnię 57,41 km², graniczy od północy z Hounslow, od północnego wschodu przez Tamizę z Hammersmith and Fulham, od wschodu z Wandsworth, od południa z Kingston upon Thames, zaś od zachodu z dystryktem Spelthorne oraz przez Tamizę z dystryktem Elmbridge w hrabstwie Surrey.
W skład gminy Richmond upon Thames wchodzą następujące obszary:
| - Barnes - East Sheen - Fulwell - Ham - Hampton - Hampton Hill - Hampton Wick - Kew - Mortlake | - North Sheen - Petersham - Richmond - St. Margarets - Strawberry Hill - Teddington - Twickenham - Whitton |

Gmina dzieli się na 18 okręgów wyborczych które nie pokrywają się dokładnie z podziałem na obszary, zaś mieszczą się w dwóch rejonach tzw. borough constituencies – Richmond Park i Twickenham.
| - Barnes (Richmond Park) - East Sheen (Richmond Park) - Fulwell and Hampton Hill (Twickenham) - Ham, Petersham and Richmond Riverside (Richmond Park) - Hampton (Twickenham) - Hampton North (Twickenham) - Hampton Wick (Twickenham) - Heathfield (Twickenham) - Kew (Richmond Park) | - Mortlake and Barnes Common (Richmond Park) - North Richmond (Richmond Park) - South Richmond (Richmond Park) - South Twickenham (Twickenham) - St Margaret's and North Twickenham (Twickenham) - Teddington (Twickenham) - Twickenham Riverside (Twickenham) - West Twickenham (Twickenham) - Whitton (Twickenham) |

## Demografia
W 2011 roku gmina Richmond upon Thames miała 186 990 mieszkańców.
Podział mieszkańców według grup etnicznych na podstawie spisu powszechnego z 2011 roku:
| - Biali Brytyjczycy: 133 582 (71,4%) - Biali Irlandczycy: 4 766 (2,5%) - Irish Travellers: 95 (0,1%) - Pozostali biali: 22 282 (11,9%) - Mieszani Karaibowie: 1 250 (0,7%) - Mieszani Afrykanie: 731 (0,4%) - Mieszani Azjaci: 2 857 (1,5%) - Pozostali mieszani: 1 942 (1,0%) - Hindusi: 5 202 (2,8%) | - Pakistańczycy: 1 163 (0,6%) - Banglijczycy: 867 (0,5%) - Chińczycy: 1 753 (0,9%) - Pozostali Azjaci: 4 622 (2,5%) - Czarni Afrykanie: 1 643 (0,9%) - Czarni Karaibowie: 840 (0,4%) - Pozostali czarni: 333 (0,2%) - Arabowie: 1 172 (0,6%) - Pozostałe grupy etniczne: 1 890 (1,0%) |

Podział mieszkańców według wyznania na podstawie spisu powszechnego z 2011 roku:
- Chrześcijaństwo –  55,3%
- Islam – 3,3%
- Hinduizm – 1,6%
- Judaizm – 0,8%
- Buddyzm – 0,8%
- Sikhizm – 0,8%
- Pozostałe religie – 0,5%
- Bez religii – 28,4%
- Nie podana religia – 8,5%

Podział mieszkańców według miejsca urodzenia na podstawie spisu powszechnego z 2011 roku:
| - Wielka Brytania (141 585 – 75,72%) - Irlandia (3 295 – 1,76%) - Południowa Afryka (2 671 – 1,41%) - Stany Zjednoczone (2 621 – 1,40%) - Indie (2 412 – 1,29%) - Niemcy (2 335 – 1,25%) - Australia (2 125 – 1,14%) - Polska (2 042 – 1,09%) - Francja (1 353 – 0,72%) - Włochy (1 209 – 0,65%) - Iran (1 161 – 0,62%) - Kenia (790 – 0,42%) - Hiszpania (677 – 0,36%) - Pakistan (586 – 0,31%) | - Sri Lanka (509 – 0,27%) - Zimbabwe (496 – 0,27%) - Chiny (492 – 0,26%) - Bangladesz (473 – 0,25%) - Filipiny (422 – 0,23%) - Turcja (387 – 0,21%) - Portugalia (328 – 0,18%) - Nigeria (267 – 0,14%) - Rumunia (244 – 0,13%) - Litwa (213 – 0,11%) - Jamajka (192 – 0,10%) - Ghana (165 – 0,09%) - Somalia (85 – 0,05%) - pozostali (17 855 – 9,55%) |

## Transport

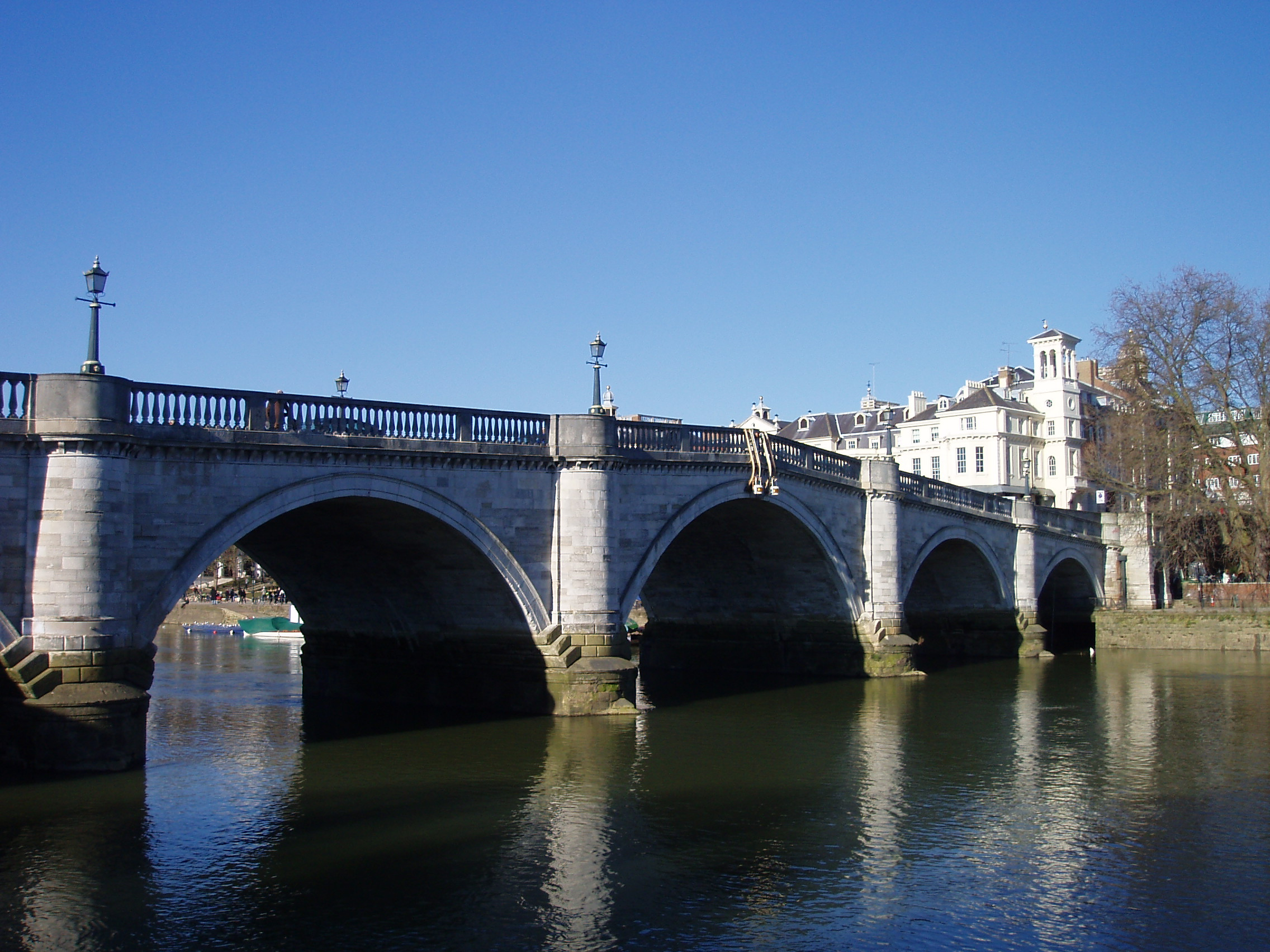
Richmond Bridge

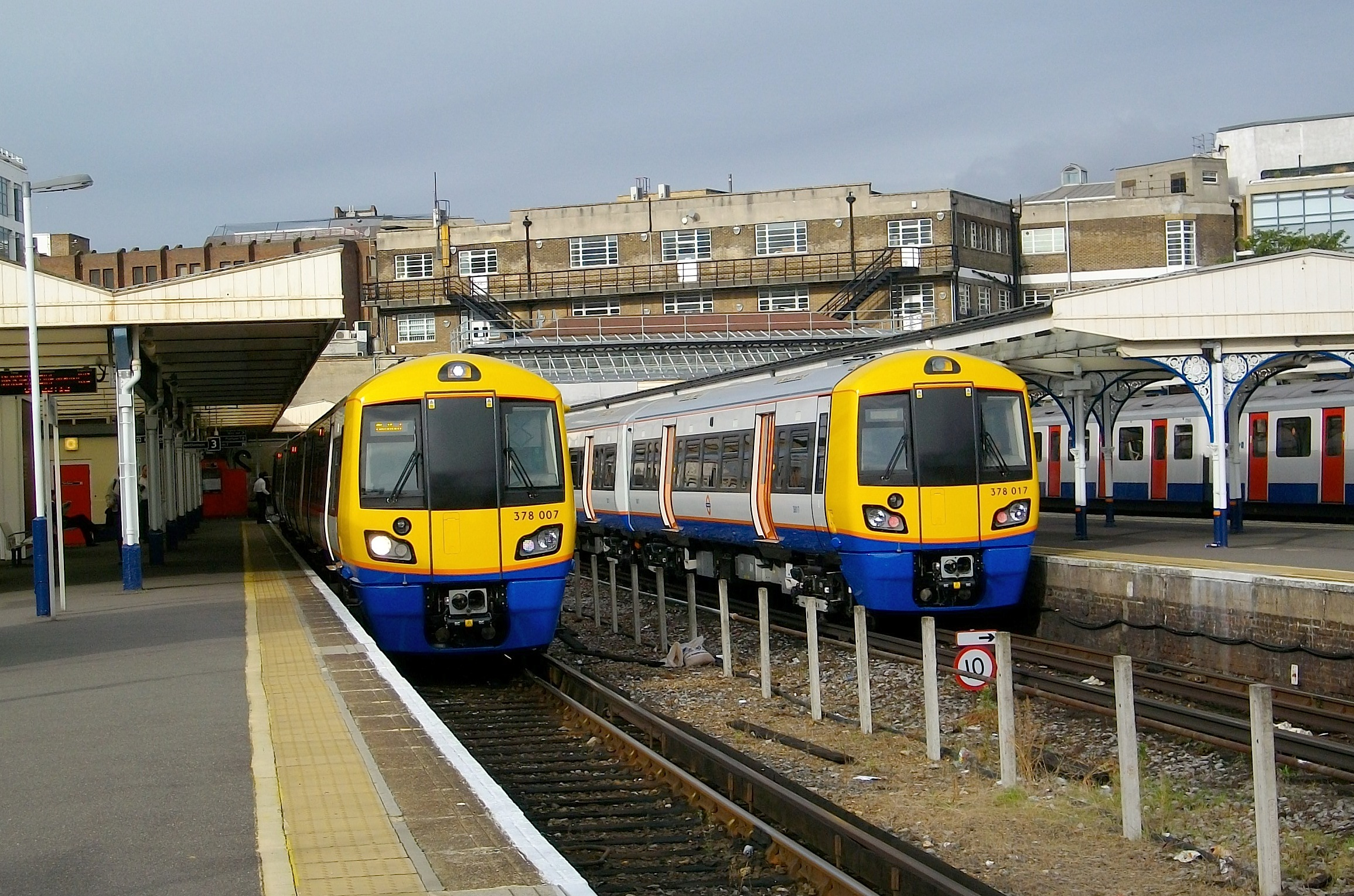
stacja Richmond

Przez Richmond upon Thames przebiega jedna linia metra: District Line.
Stacje metra:
- Kew Gardens – District Line
- Richmond – District Line

Pasażerskie połączenia kolejowe na terenie Richmond upon Thames obsługują przewoźnicy: South West Trains i London Overground.  
Stacje kolejowe:
- Barnes
- Barnes Bridge
- Fulwell
- Hampton
- Hampton Wick
- Mortlake
- North Sheen
- Richmond
- St Margarets
- Strawberry Hill
- Teddington
- Twickenham
- Whitton

Stacje London Overground:
- Kew Gardens
- Richmond

Mosty i przeprawy promowe:
- Barnes Railway Bridge and Footbridge
- Chiswick Bridge
- Hammersmith Bridge
- przeprawa promowa Hammerton's Ferry dla pieszych i rowerzystów między Ham House i Marble Hill House[12]
- Hampton Court Bridge
- przeprawa promowa Hampton Ferry dla pieszych i rowerzystów między Hampton a Hurst Park w hrabstwie Surrey[13]
- Kew Bridge
- Kingston Bridge
- Richmond Bridge
- Richmond Lock and Footbridge (most pieszy umiejscowiony na śluzie Richmond Lock)
- Teddington Lock Footbridges (dwa piesze mosty połączone na śluzie  Teddington Lock tworzące razem przeprawę nad Tamizą)
- Twickenham Bridge

## Miejsca i muzea
- Kew Gardens
- Pałac Hampton Court
- Twickenham Stadium

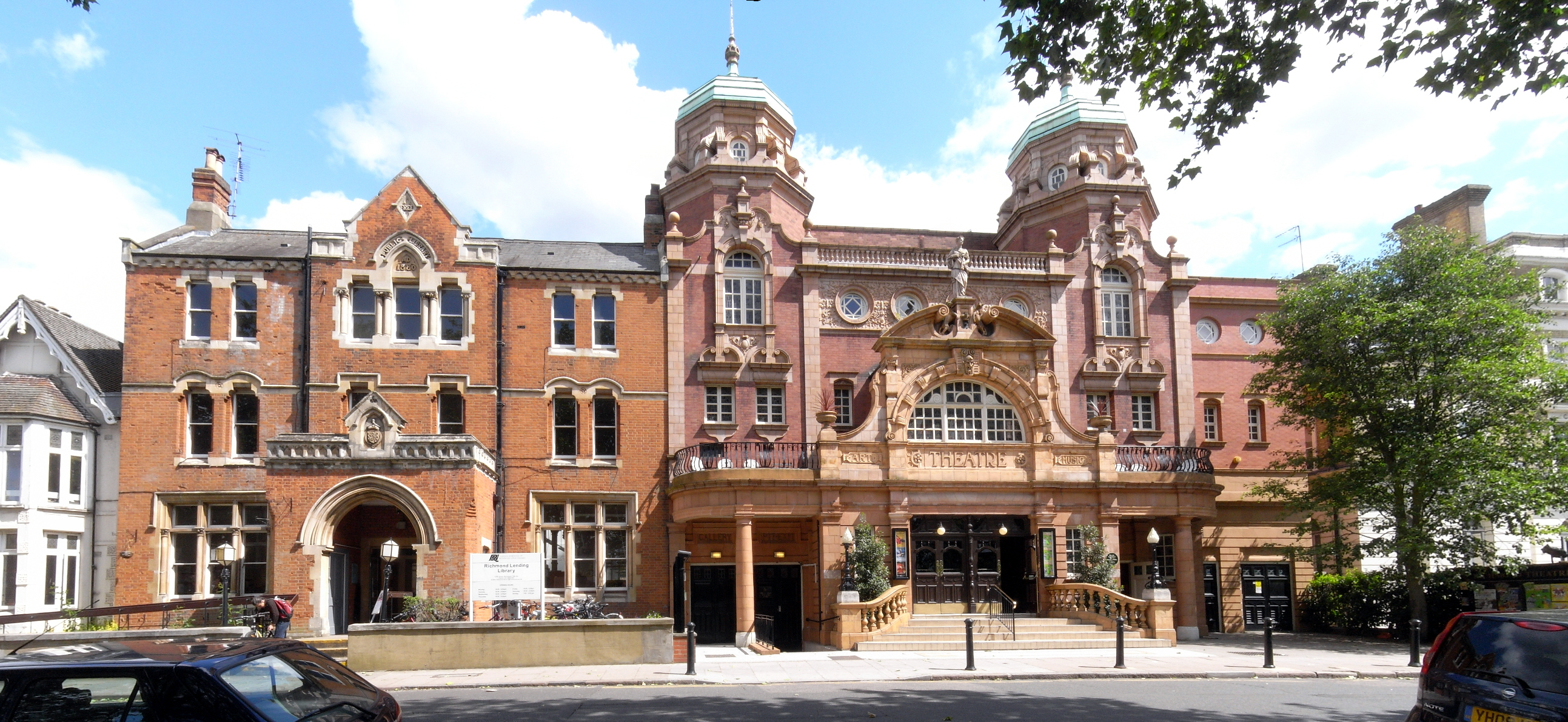
Richmond Theatre

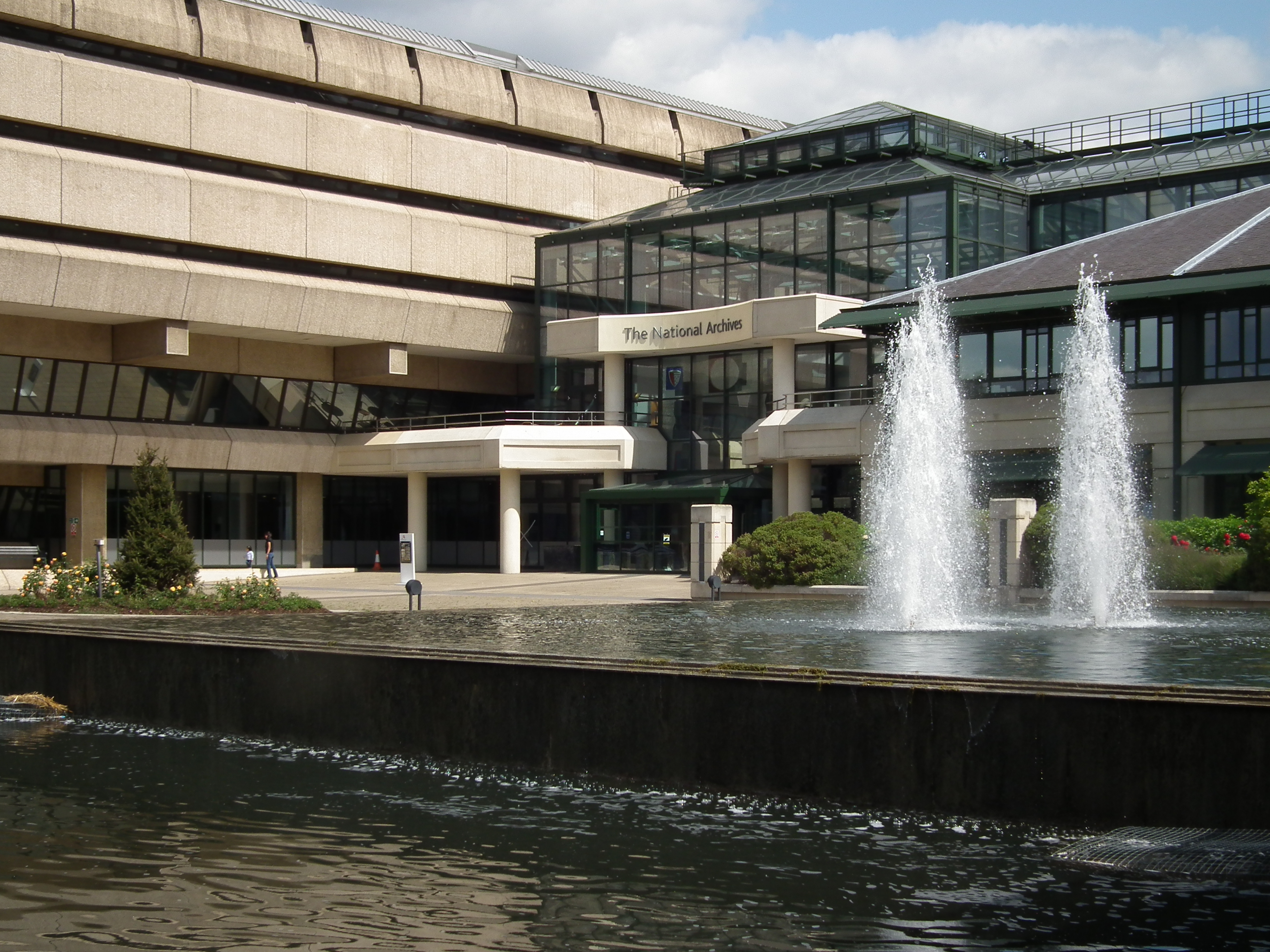
National Archives

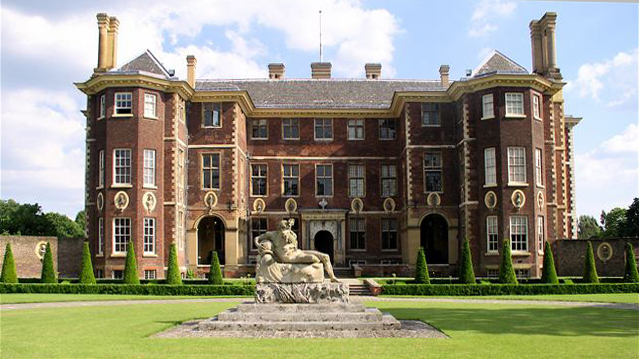
Ham House

- stadion Twickenham Stoop na który rozgrywa swoje mecze klub rugby Harlequin F.C.
- National Archives[14]
- Museum of Richmond[15]
- Twickenham Museum[16]
- White Lodge Museum and Ballet Resource Centre[17]
- Museum of British Military Music przy szkole Royal Military School of Music mieszczącej się w  Kneller Hall[18]
- London Wetland Centre
- Richmond Park
- Bushy Park
- Richmond Theatre[19]
- Orange Tree Theatre[20]
- Teddington Theatre Club[21]
- Old Sorting Office Community Arts Centre[22]
- Orleans House Gallery[23]
- w okolicy Chiswick Bridge znajduje się kamień oznaczający metę m.in. słynnego wyścigu ósemek Oxford-Cambridge w wioślarstwie na Tamizie
- Ham House[24]
- Marble Hill House[25]
- Strawberry Hill House[26]
- Thatched House Lodge
- York House w Twickenham
- Richmond Golf Club[27]
- Hampton Court Palace Golf Club[28]
- Richmond Park Golf Club[29]
- Strawberry Hill Golf Club[30]
- Royal Mid Surrey Golf Course[31]
- Fulwell Golf Club[32]

## Edukacja
- St Mary’s University[33]

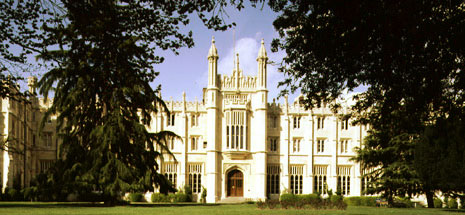
Richmond, The American International University in London

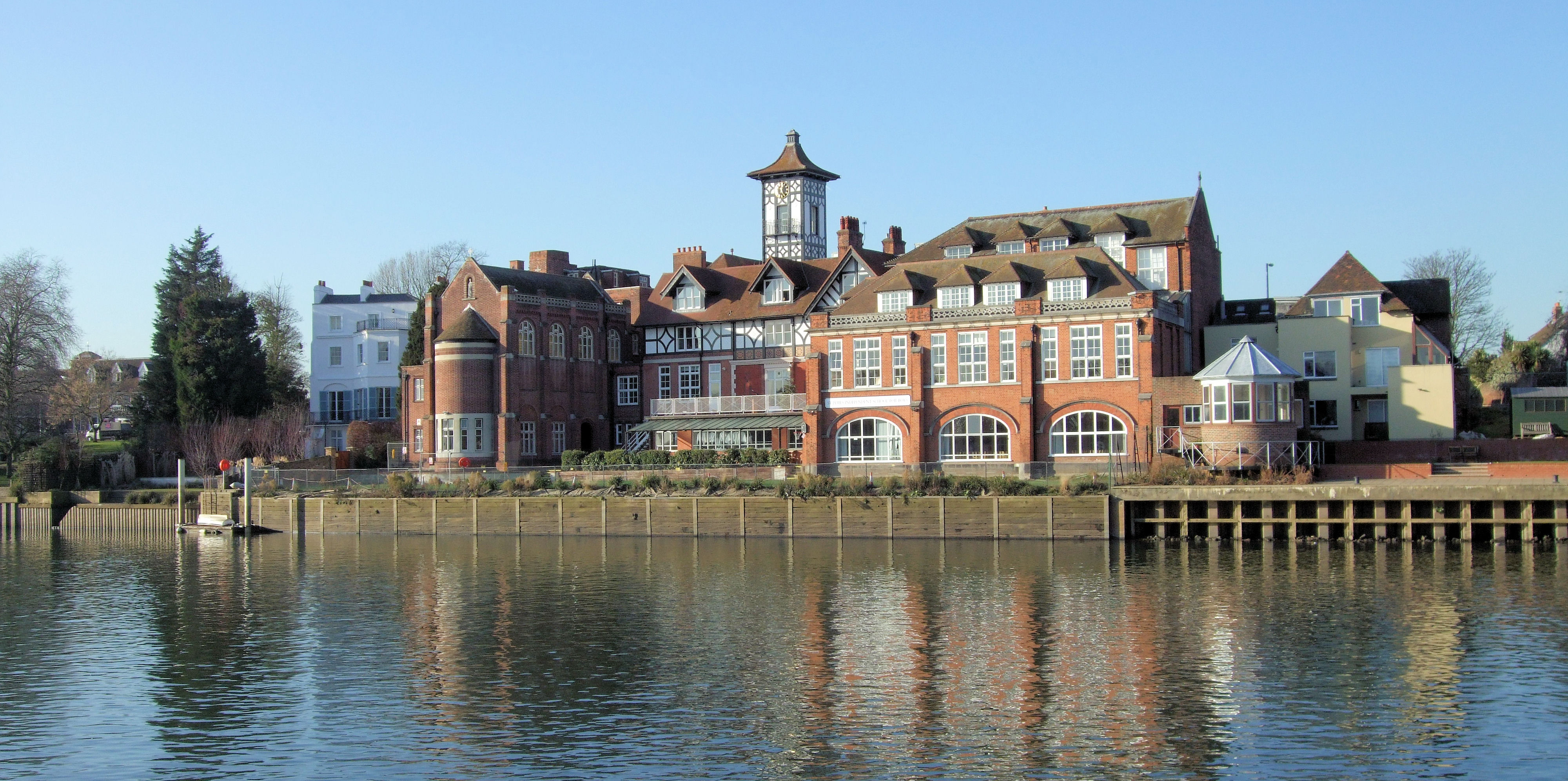
Radnor House School

- Richmond, The American International University in London (Richmond Hill Campus)[34]
- Richmond Adult Community College[35]
- Richmond upon Thames College[36]
- St Paul’s School[37] – elitarna prywatna szkoła, która wraz z czterema innymi szkołami: Paul’s Girls' School z Hammersmith and Fulham, The Royal College of St. Peter in Westminster (Westminster School) z Westminster, Hills Road Sixth Form College z Cambridge oraz Eton College z Eton/Berkshire w latach 2007–2009 wysłały 946 absolwentów na uniwersytety Cambridge i Oxford, podczas gdy pozostałe 2000 szkół wysłało łącznie 927 wychowanków[38]
- Christ's School[39]
- Grey Court School[40]
- Hampton Academy[41]
- Orleans Park School[42]
- Richmond Park Academy[43]
- Teddington School[44]
- Waldegrave School for Girls[45]
- Twickenham Academy[46]
- Deutsche Schule London[47]
- Hampton School[48]
- Hampton Court House[49]
- Harrodian School[50]
- Lady Eleanor Holles School[51]
- St Catherine's School[52]
- Radnor House School[53]

## Miasta partnerskie
- Fontainebleau, Francja
- Konstancja, Niemcy
- Richmond, Wirginia

## Letnie Igrzyska Olimpijskie 2012

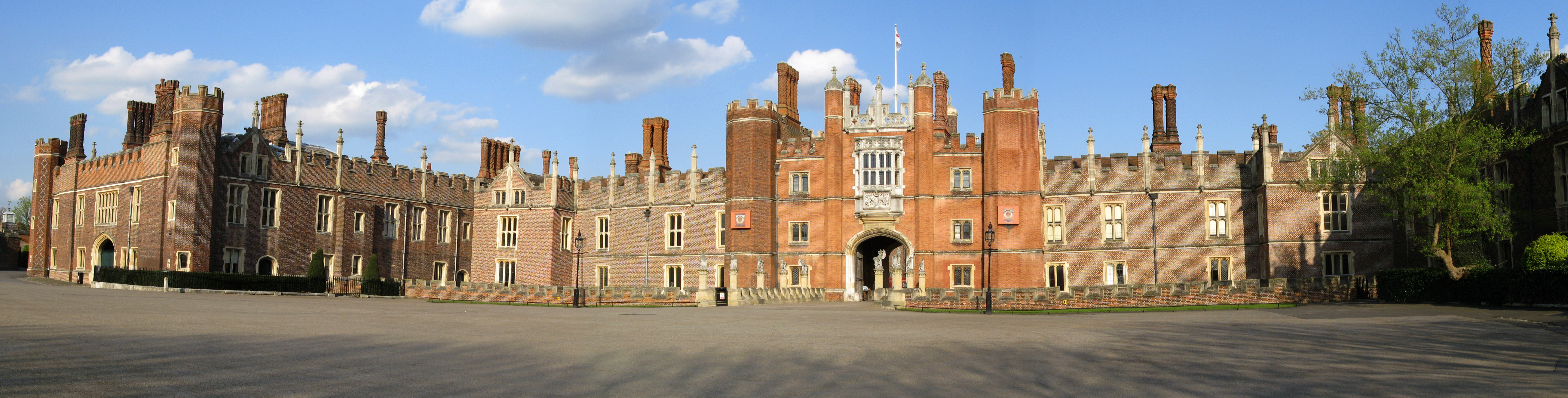
Pałac Hampton Court

W ramach Letnich Igrzysk Olimpijskich 2012 na terenie gminy Richmond upon Thames odbyły się zawody w następującym miejscu::
- Pałac Hampton Court (start i finisz jazdy indywidualnej na czas w kolarstwie szosowym)

## Znane osoby
W Richmond upon Thames urodzili się m.in.
- Brian May – gitarzysta i wokalista rockowy
- Keira Knightley – aktorka
- Edward VIII Windsor – król Zjednoczonego Królestwa Wielkiej Brytanii i Irlandii Północnej i dominiów, cesarz Indii i książę Windsoru
- Claire Forlani – aktorka
- John Turner – polityk
- Peter Mayhew – aktor, odtwórca roli Chewbacci
- Noël Coward – reżyser teatralny, dramaturg, scenarzysta filmowy
- Ronald Colman – aktor
- Chemmy Alcott – narciarka alpejska